# Major Payne
Major Payne är en amerikansk komedifilm från 1995 regisserad av Nick Castle. Filmen är till viss del en remake av The Private War of Major Benson från 1955.

## Rollista (urval)
- Damon Wayans - Major Benson Winifred Payne
- Karyn Parsons - Emily Walburn
- Steven Martini - Cadet Alex J. Stone
- Michael Ironside - Lt. Col. Stone
- Orlando Brown - Cadet Kevin "Tiger" Dunn
- Albert Hall - General Decker
- Damien Wayans - Cadet Dwight "D." Williams
- Chris Owen - Cadet Wuliger
- Bam Bam Bigelow - Biker